# Installatie (kunstwerk)

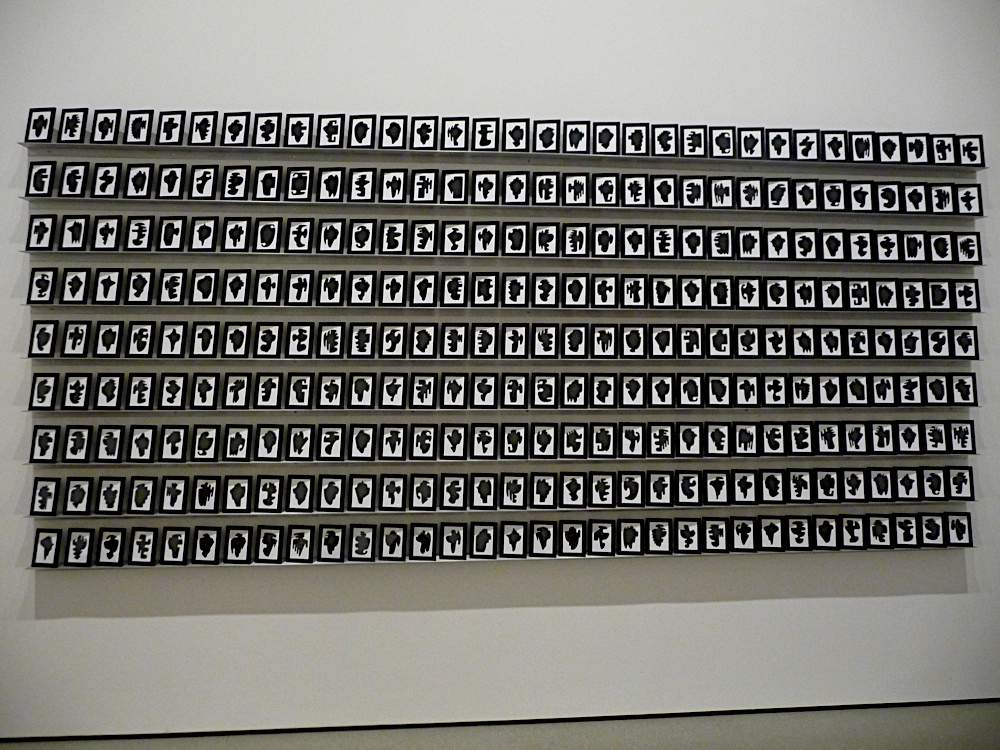
Allan McCollum: The Shapes Project, (MoMA)

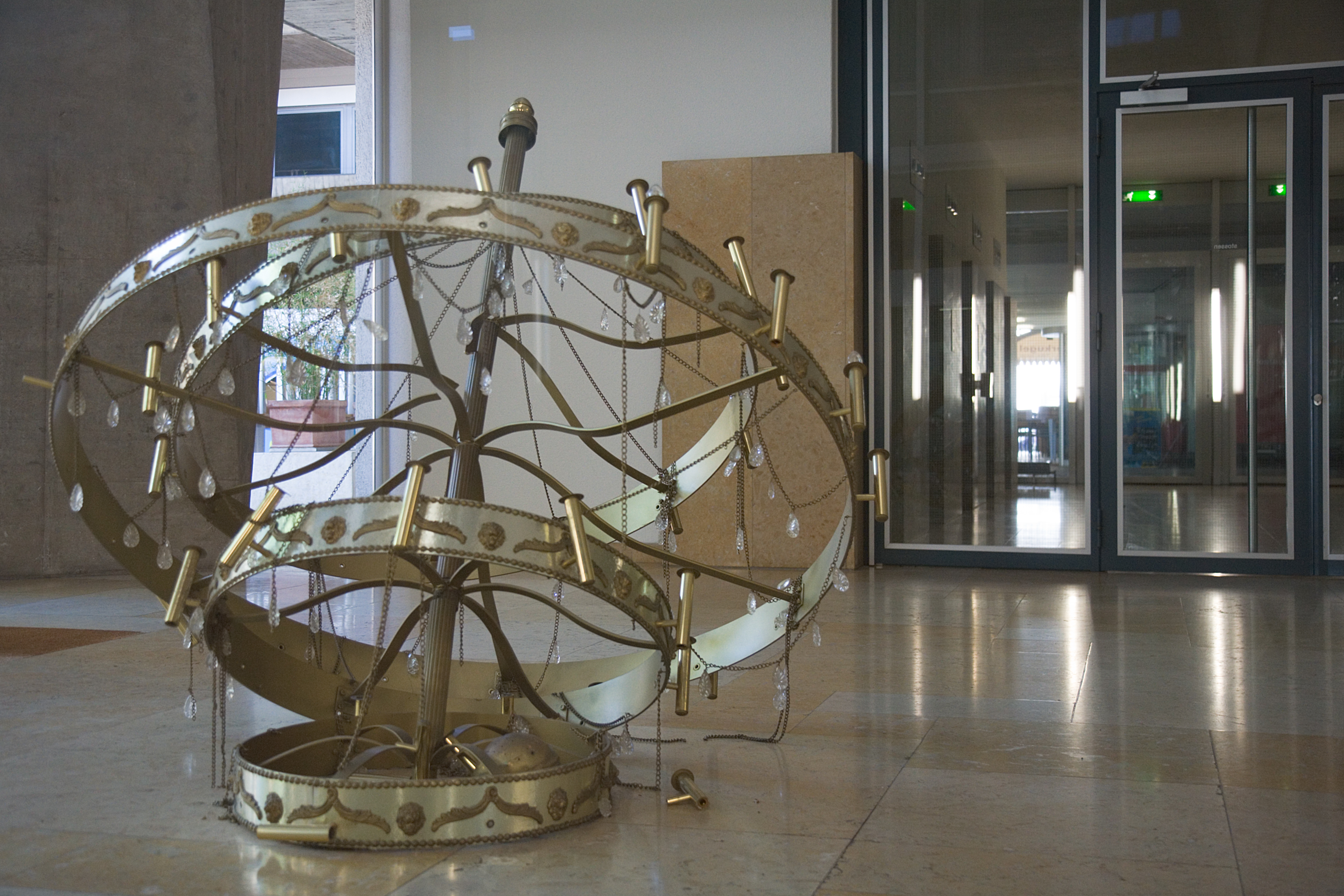
Ilja Kabakov: Der gefallene Kronleuchter (Zürich)

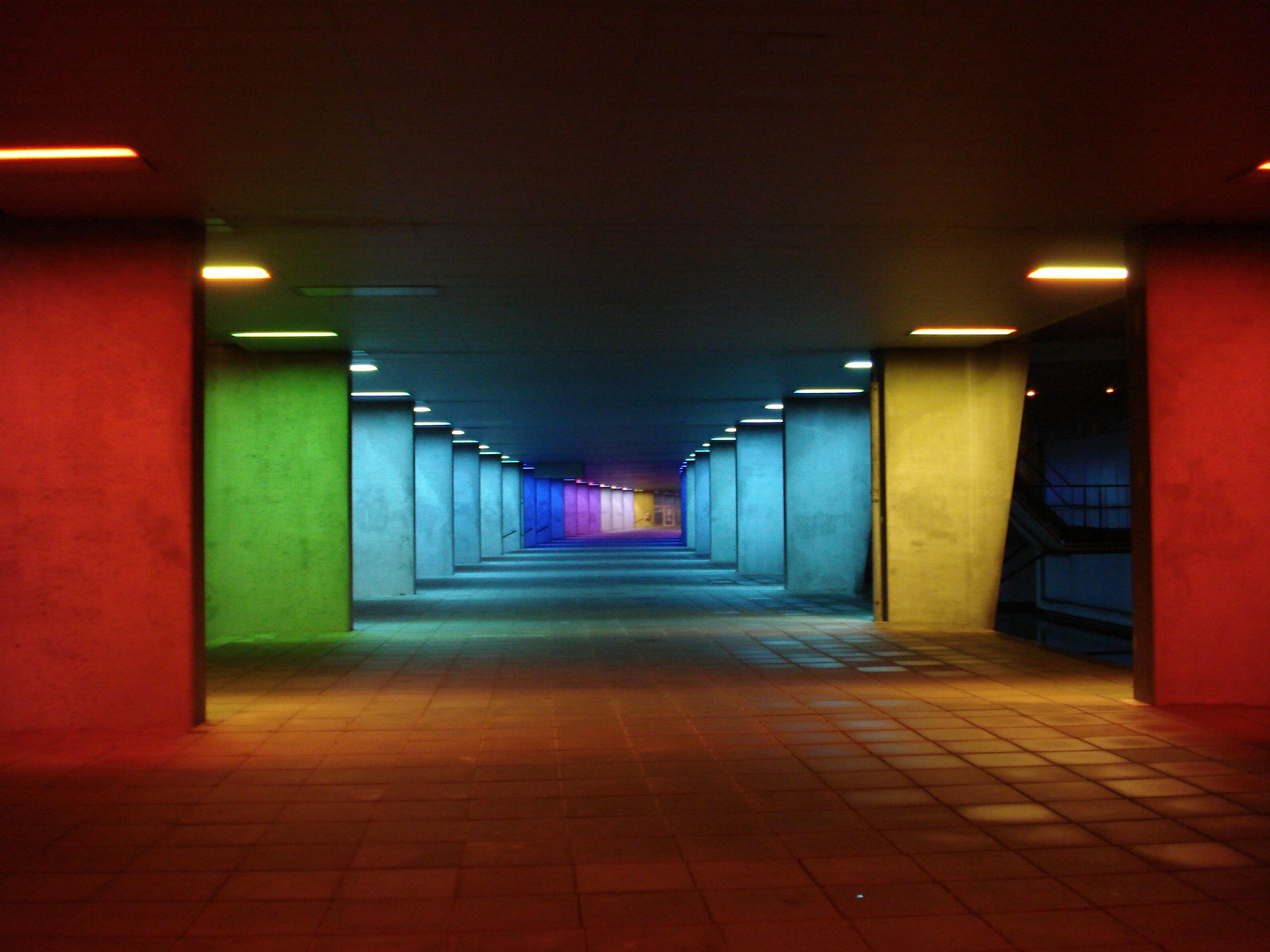
Peter Struycken: Lichtarcade (Rotterdam)

Een installatie als kunstwerk is een ruimtelijk beeld bestaande uit heterogene (afzonderlijke) elementen, door een beeldend kunstenaar opgebouwd, uitgestald of opgehangen op een speciaal daarvoor uitgekozen locatie. Een installatie kan gezien worden als een tijdelijk environment. Installaties komen voort uit de conceptuele kunst, als werkwijze in de beeldhouwkunst, lichtkunst en in de videokunst.

## Kenmerken
Installaties bestaan meestal uit in een nieuw verband bij elkaar gebrachte heterogene objecten. Deze voorwerpen zijn niet onlosmakelijk met elkaar verbonden; in dat geval zou men beter van een assemblage kunnen spreken.
Het begrip installatie hanteert men binnen de beeldende kunst sinds de jaren zestig wanneer de klassieke opdeling van kunst in verschillende disciplines, zoals architectuur, beeldhouwkunst en schilderkunst door sommige kunstenaars, zoals Allan Kaprow, als belemmerend opgevat wordt.
Installaties worden vaak gemaakt door beeldhouwers maar kunnen ook gemaakt worden door kunstschilders of andersoortige kunstenaars. Installaties kunnen aan de muur, op de grond en aan het plafond gemaakt worden. De samenstellende delen kunnen in vitrines geplaatst worden of ruimtelijk opgesteld zijn zodat de toeschouwers zich tussen de onderdelen van de installatie door kunnen bewegen. Kenmerkend voor installaties is het belang van de ruimte waarin ze zich bevinden en de (tijdelijke) wederkerige samenhang daarmee. Het biedt kunstenaars de mogelijkheid om verschillende materialen, technieken en natuurkundige verschijnselen te combineren, bijvoorbeeld projectie, audio, video, schilderkunst, beeldhouwkunst en architectuur.
Het verschil met de environments uit de jaren vijftig en zestig, zoals Ed Kienholz ze maakte, ligt daarin dat installaties minder verhalend zijn, en in al hun diversiteit toch eerder vanuit een spirituele of een conceptuele impuls voortkomen. Installaties zijn vaak te zien op grote in museale tentoonstellingen zoals de Biënnale van Venetië en de documenta in Kassel.

## Geschiedenis
De geschiedenis van de installatie laat zich terug volgen naar Kurt Schwitters met zijn Merzbau uit 1933. El Lissitzky maakte een 'Kast van de abstractie' in 1928 en Oskar Schlemmer maakte een Lackkabinett in 1940.
Allan Kaprow gaf in 1962 bij het voorstellen van zijn werk Push and pull, een werk dat op het installeren of inrichten van ruimtes gericht was een omschrijving van het begrip installatie: "Iedereen kan één of meer ruimtes vinden of maken van iedere afmeting of vorm, proportie en kleur - en deze dan inrichten (installeren); misschien ook enkele of alle dingen beschilderen. Als de ruimte op die manier gestoffeerd is, kan iedereen er in lopen en al naargelang de ruimte deze opnieuw inrichten of wijzigen zoals hij wil. Voortdurend kunnen de dingen veranderen".
In 1963 werd Wolf Vostell met zijn installatie 6 TV Dé-coll/age (nu in Museum Reina Sofía in Madrid) een voorloper in de installatie en de videokunst.

## Voorbeelden
Een kunstenaar die veel installaties maakte was de Duitse beeldhouwer Joseph Beuys. Hij plaatste bijvoorbeeld een concertvleugel, meerdere schoolborden en een koortsthermometer in een ruimte waarvan de wanden geheel waren gemaakt van dikke rollen vilt (installatie: Plight, 1985, huidige locatie: Centre Pompidou, Parijs). De bezoekers kunnen de viltruimte betreden en bijvoorbeeld ervaren dat binnen deze ruimte ieder geluid een bijzondere, gedempte akoestiek heeft.
In 1992 gaf de Van der Leeuwstichting een opdracht aan een aantal beeldende kunstenaars om 'een eigentijdse schuilplaats' te ontwerpen; Een abri op een plaats waar de hedendaagse maatschappij zich uitgesproken manifesteert. De Nederlandse performance kunstenaar Moniek Toebosch koos daartoe de auto als de intieme en eigentijdse schuilplaats van de reiziger, zoals vroeger RK-kapelletjes op kruisingen van wegen fungeerden. Het sacrale karakter, dat daarbij hoort, creëerde zij met 'engelenmuziek', waarop de bestuurder zijn autoradio kon afstemmen, daartoe uitgenodigd door een officieel ANWB-verkeersbord met de intrigerende mededeling 'Engelen/Angels FM 98.0'. Ter versterking van het contemplatieve karakter van deze installatie, zocht Toebosch naar een 'leeg' landschap, en vond op de kaart van Nederland, de Houtribdijk tussen Enkhuizen en Lelystad, de scheiding tussen het IJsselmeer en het Markermeer. Minister van Cultuur Hedy d'Ancona verleende persoonlijk de zendmachtiging. Moniek Toebosch zong zelf de atonale reeksen 'hemelse muziek', die door een computerprogramma 'at random' werden gesampled, en uitgezonden vanuit de FM-zendmast in Lelystad.

## Zie ook

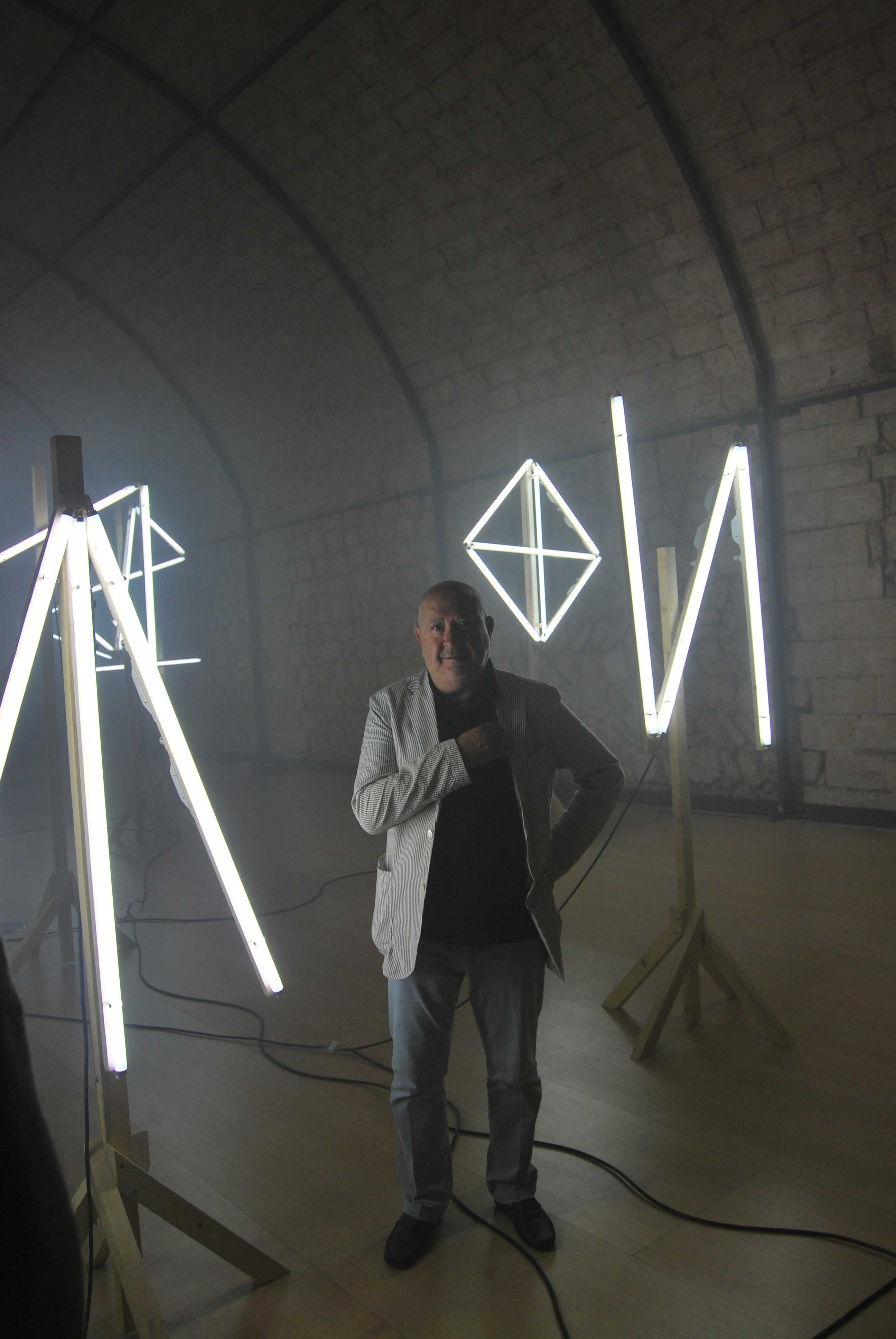
Christian Boltanski Signatures (2011)

## Hedendaagse installatiekunstenaars
- Lida Abdul
- Doug Aitken
- Lara Almarcegui
- El Anatsui
- David Bade
- Hans Op de Beeck
- Caspar Berger
- Joseph Beuys
- Guillaume Bijl
- Guy Bleus
- Christian Boltanski
- Willem Boshoff
- Chris Burden
- Tania Bruguera
- Berlinde De Bruyckere
- Heri Dono
- Jeroen Doorenweerd
- Dan Flavin
- Péter Forgács
- Gloria Friedmann
- Cyprien Gaillard
- Robert Gober
- Willo Gonnissen
- Jeppe Hein
- Huang Yong Ping
- Ilja Kabakov
- Junichi Kakizaki
- Michael Kienzer
- Bertrand Lavier
- Dinh Q. Lê
- Chaim Levano
- Richard Long
- Rita McBride
- Sanja Medić
- Cildo Meireles
- Michael Mel
- Jeroen Melkert
- Christiane Möbus
- Richard Nonas
- Nam June Paik
- Gian Carlo Riccardi
- Rene Rietmeyer
- Nancy Rubins
- Niki de Saint Phalle
- Fernando Sánchez Castillo
- Shen Yuan
- Valeska Soares
- Pascale Marthine Tayou
- Tunga
- Spencer Tunick
- Wolf Vostell
- Chiharu Shiota